# Ufficio del Massimario
L'Ufficio del Massimario è l'ufficio, sito presso la Corte suprema di cassazione italiana, al quale l'ordinamento giudiziario attribuisce l'analisi sistematica della giurisprudenza di legittimità, condotta allo scopo di creare le condizioni di un'utile e diffusa informazione (interna ed esterna alla Corte di cassazione), necessaria per il miglior esercizio della funzione nomofilattica della stessa Corte.
Tale analisi è articolata nelle attività:
- lettura, selezione e massimazione, dei provvedimenti civili e penali;
- redazione, ad integrazione della suddetta prioritaria attività, di concise "notizie di decisione" limitatamente ai provvedimenti di speciale rilievo e importanza da pubblicare nel sito web ("servizio novità"), sulla base delle linee guida indicate nei decreti presidenziali del 2004, istitutivi del servizio;
- Segnalazione dei contrasti, della avvenuta risoluzione degli stessi e degli orientamenti interpretativi della giurisprudenza di legittimità, nonché delle più rilevanti novità normative;
- Redazione delle relazioni per i ricorsi assegnati alle Sezioni unite, ai fini della risoluzione di contrasti o che presentano questioni di massima di particolare importanza;
- Redazione di sintetiche relazioni informative, necessarie per una parte dei ricorsi rimessi alle Sezioni unite;
- Redazione di schede e relazioni informative su richiesta dei presidenti titolari, per ricorsi aventi ad oggetto questioni di particolare rilevanza assegnati alle sezioni semplici;
- Relazioni periodiche sulle decisioni relative ai principali orientamenti della Corte di cassazione.

L'attività di massimazione delle sentenze è svolta anche dal Consiglio di Stato e dalla Corte dei conti mediante appositi uffici interni.

## Caratteristiche dell'attività
La massima di una sentenza consiste in una o più brevi frasi che riassumono sinteticamente il principio di diritto affermato nella sentenza stessa, seguito talvolta da una breve descrizione della fattispecie concreta su cui il giudice si è pronunciato.
Le massime vengono poi raccolte in un "Massimario Annuale" che contiene tutte le sentenze massimate durante ciascun anno giudiziario ed indicizzate con un sistema di parole chiave che rendono agevole la consultazione delle sentenze stesse.

## Addetti
Il Massimario della Cassazione, cui sono addetti trentasette giudici di carriera, divisi in un "Ufficio del Ruolo e del Massimario Civile" ed un "Ufficio del Ruolo e del Massimario Penale", permette la consolidazione della giurisprudenza della Cassazione ed un più efficace svolgimento della funzione nomofilattica di documentazione delle sentenze.